# Politikens filmjournal 092
Politikens filmjournal 092 er en dansk dokumentarisk optagelse fra 1951.

## Handling
1) Forberedelser til den internationale balletuge i København. Solodanser Hans Brenaa træner børn og de voksne danserinder Inge Sand, Kirsten Ralov og Mona Vangsaae. Afsluttende prøver på balletten "Giselle" med Børge Ralov og Margrethe Schanne i solopartierne.
2) Tyskland: Goethes fødehjem i Frankfurt am Main genopbygget. Tysklands forbundspræsident Theodor Heuss deltager i indvielsen.
3) El Salvador: Jordskælvskatastrofe gør 25.000 mennesker hjemløse.
4) Dansk autoværn demonstreres for sagkyndige på landevej. Svend Aage Rasmussens opfindelse sælges verden over.
5) Tyskland: General Eisenhower inspicerer de danske styrker.
6) Tyskland: Giraf-baby i zoologisk have.
7) Travløb på Charlottenlund Travbane med kendte skuespillere fra Morten Korch-film, Tove Maes og Jørn Jeppesen, der vinder løbet. Morten Korch overrækker sejrstrofæet.

## Medvirkende
- Børge Ralov
- Kirsten Ralov
- Inge ("Lille Budden") Sand
- Tove Maës
- Jørn Jeppesen
- Morten Korch
- Dwight D. Eisenhower
- Hans Brenaa